# سان نيكولا لا سترادا
سان نيكولا لا سترادا ( كامباني : Santu Nicole ) هي كومونا (بلدية) في مقاطعة كاسيرتا في اقليم كامبانيا الإيطالية وتقع على بعد حوالي 25 كيلومتر (16 ميل) شمال شرق مدينة نابولي وحوالي 2 كيلومتر (1 ميل) جنوب مدينة كاسيرتا .

## روابط خارجية
- الموقع الرسمي